# Kuru

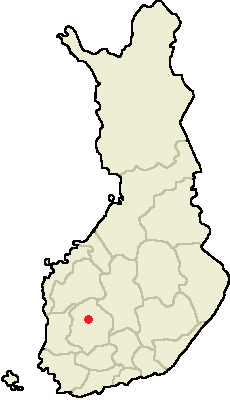

Kuru este un fost oraș finlandez, acum parte a comunei Ylöjärvi, situat în împrejurimile municipiului Tampere. Orașul este destul de mare, și este cunoscut pentru frumusețea sa naturală, la fel ca în cazul orașului Kangasala.